# Zuo Fen
Zuo Fen (Linzi, c. 255–300) foi uma poetisa chinesa da dinastia Jin (265-420) conhecida também como Zuo Jiu Pin.
Irmã do também escritor Zuo Se, nasceu numa modesta família de confucianistas. Sua mãe morreu jovem e seu pai Zuo Yong chegou a ser oficial dos arquivos imperiais. Teve uma muito boa educação literária.
Em 272 fez-se concubina do Imperador Wu de Jin. Na corte, escreveu Rapsódia de ideias sobre a separação, onde expressava a sua frustração ao estar separada de sua família e o resto do mundo. Mas apesar de seu desgosto no palácio, conseguiu ascender a nobre concubina.
O imperador, com frequência pedia-lhe escritos, contudo não desempenhou um papel importante na corte. Quando a Emperatriz Yang Yan faleceu, escreveu uma canção de duelo em sua honra.
Zuo Fen faleceu em 300.